# Марково (Амурская область)
Ма́рково — село в Благовещенском районе Амурской области России. Административный центр и единственный населённый пункт Марковского сельсовета.

## География
Село Марково стоит на левом берегу реки Амур, на российско-китайской границе, примерно в 30 км севернее областного центра города Благовещенск.
Дорога к селу Марково идёт на север от Благовещенска через посёлок Плодопитомник, аэропорт города Благовещенск и село Игнатьево, расстояние до Благовещенска — около 30 км.
На восток от Марково идёт дорога к селу Новотроицкое, выезд на трассу Благовещенск — Свободный.
На север от Марково (вверх по Амуру) идёт дорога к селу Михайловка.

## Население
| 2002  | 2010  | 2012  | 2013  | 2014  | 2015  | 2016  |
| ----- | ----- | ----- | ----- | ----- | ----- | ----- |
| 1263  | ↗1335 | ↗1349 | ↘1348 | ↘1344 | ↘1340 | ↘1331 |
| 2017  | 2018  |       |       |       |       |       |
| ↘1329 | ↘1327 |       |       |       |       |       |

## Улицы
| - ул. 60 лет Октября, - ул. Амурская, - пер. Амурский, - ул. Зелёная, - ул. Набережная, | - ул. Новая, - ул. Павленко, - ул. Советская, - ул. Чумакова, - пер. Школьный. |